# Єлиховицька сільська рада
| Єлиховицька сільська рада — колишній орган місцевого самоврядування у Золочівському районі Львівської області з адміністративним центром у с. Єлиховичі. Історична дата утворення: в 1939 році. Сільській раді були підпорядковані населені пункти: - с. Єлиховичі - с. Городилів - с. Зозулі - с. Копані - с. Луг - с. Монастирок - с. Обертасів |

## Склад ради
Рада складалася з 16 депутатів та голови.

### Керівний склад ради
| ПІБ                   | Основні відомості                                                                                  | Дата обрання | Дата звільнення |
| --------------------- | -------------------------------------------------------------------------------------------------- | ------------ | --------------- |
| Гучко Орест Романович | Сільський голова, 1951 року народження, освіта, член Всеукраїнського об'єднання «Батьківщина»      | 26.03.2006   | 31.10.2010      |
| Гучко Орест Романович | Сільський голова, 1951 року народження, освіта вища, член Всеукраїнського об'єднання «Батьківщина» | 31.10.2010   |                 |

Примітка: таблиця складена за даними джерела